# Richard Burns
Richard Alexander Burns (Reading, Berkshire, Inglaterra, Reino Unido; 17 de enero de 1971-Reading, Berkshire, Inglaterra; 25 de noviembre de 2005) fue un piloto de rally británico. En 2001 se convirtió en el segundo británico en ganar el Campeonato Mundial de Rally al volante de un Subaru Impreza WRC, tras el título logrado por su compatriota Colin McRae en 1995.

## Biografía
Durante su carrera se adjudicó un total de 10 pruebas y fue subcampeón del mundo en 1999 y 2000 y campeón en 2001.
En 2003 logró siete podios que le permitieron liderar gran parte de la temporada. La perspectiva sombría de una continua sequía de victorias con el equipo Peugeot dejó a Burns listo para volver a unirse a Subaru, después de haber firmado con ellos por segunda vez para la temporada 2004, con la estratagema de juntarlo con Petter Solberg. Sin embargo, previo a la última prueba del año, en Gran Bretaña, en la cual Burns tenía posibilidades de lograr nuevamente el título, sufrió un desmayo que lo obligó a perderse dicho rally. Después de realizársele exámenes, se le detectó un astrocitoma, un tipo de tumor cerebral malígno, motivo por el cual debió retirarse prematuramente del campeonato. El tratamiento durante 2004 fue seguido por una cirugía en abril de 2005 que se describió como «muy exitosa». En julio de 2004 fue lanzado al público el simulador de rally Richard Burns Rally, en donde el mismo Burns colaboró para su creación. Este simulador permite utilizar el clásico Subaru Impreza WRC 2000, así como otros vehículos de la temporada 2002 y 2003, los mismos que Burns utilizó, mientras su copiloto Robert Reid lee las notas del camino.
El 25 de noviembre de 2005, después de haber estado varios días en coma, Richard Burns falleció a la edad de 34 años en el Hospital de Wellington, St John's Wood, tras una larga lucha contra el astrocitoma que le detectó en 2003. Ese mismo día se habían cumplido 4 años de su obtención del título del mundo en 2001. Su particular estilo de manejo agresivo y con mucha técnica, su seriedad y su pasión por el rally lo convirtieron en uno de los pilotos más admirados y veloces del Campeonato Mundial. 

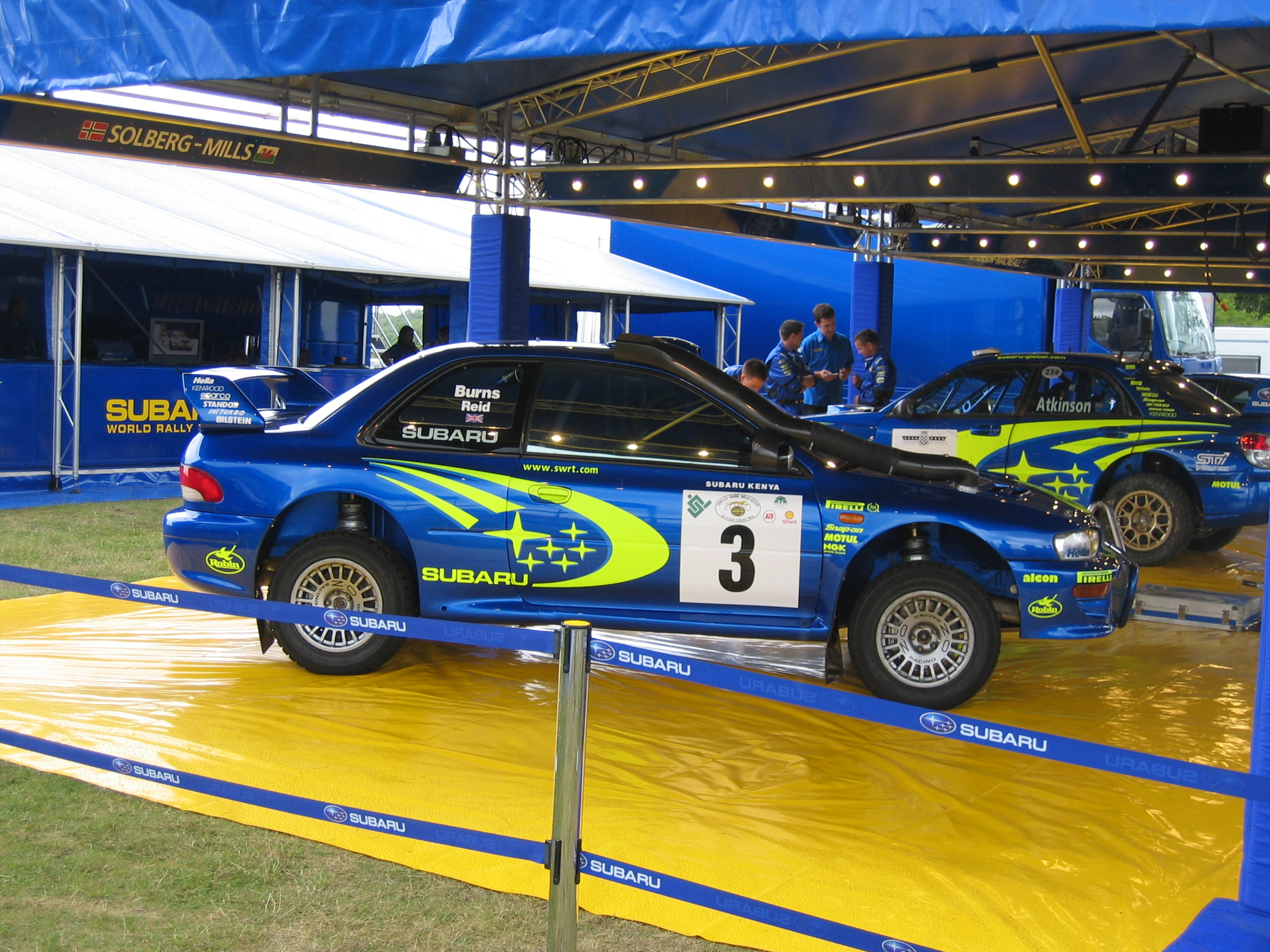
El Subaru Impreza WRC de Richard Burns en el box.

Prodrive ha realizado eventos de aniversario por la muerte de Richard Burns donde familiares y admiradores se juntan alrededor de los Subaru Impreza preparados por Prodrive para recordar y conmemorar las hazañas de este piloto.

## Palmarés

### Títulos
| Año  | Título                           | Vehículo           |
| ---- | -------------------------------- | ------------------ |
| 1993 | Campeón de Rally del Reino Unido | Subaru Legacy RS   |
| 2001 | Campeón Mundial de Rally         | Subaru Impreza WRC |

### Victorias en el Campeonato Mundial de Rally
| #  | Año  | Etapas | Rally                  | País          | Copiloto    | Vehículo                |
| -- | ---- | ------ | ---------------------- | ------------- | ----------- | ----------------------- |
| 1  | 1998 | 03/13  | Safari Rally           | Kenia         | Robert Reid | Mitsubishi Lancer Evo 4 |
| 2  | 1998 | 13/13  | Rally de Gran Bretaña  | Reino Unido   | Robert Reid | Mitsubishi Lancer Evo 5 |
| 3  | 1999 | 08/14  | Rally Acrópolis        | Grecia        | Robert Reid | Subaru Impreza WRC      |
| 4  | 1999 | 13/14  | Rally de Australia     | Australia     | Robert Reid | Subaru Impreza WRC      |
| 5  | 1999 | 14/14  | Rally de Gran Bretaña  | Reino Unido   | Robert Reid | Subaru Impreza WRC      |
| 6  | 2000 | 03/14  | Safari Rally           | Kenia         | Robert Reid | Subaru Impreza WRC      |
| 7  | 2000 | 04/14  | Rally de Portugal      | Portugal      | Robert Reid | Subaru Impreza WRC      |
| 8  | 2000 | 06/14  | Rally de Argentina     | Argentina     | Robert Reid | Subaru Impreza WRC      |
| 9  | 2000 | 14/14  | Rally de Gran Bretaña  | Reino Unido   | Robert Reid | Subaru Impreza WRC      |
| 10 | 2001 | 10/14  | Rally de Nueva Zelanda | Nueva Zelanda | Robert Reid | Subaru Impreza WRC      |

### Resultados completos WRC
| Año     | Equipo                  | Automóvil                 | 1       | 2      | 3       | 4       | 5       | 6       | 7       | 8       | 9       | 10      | 11      | 12      | 13      | 14      | Posic. | Puntos |
| ------- | ----------------------- | ------------------------- | ------- | ------ | ------- | ------- | ------- | ------- | ------- | ------- | ------- | ------- | ------- | ------- | ------- | ------- | ------ | ------ |
| 1990    | Peugeot Talbot Sport    | Peugeot 309 GTI           | MON     | POR    | SAF     | COR     | GRE     | NZL     | ARG     | FIN     | AUS     | SRM     | CDM     | GBR 28  |         |         | -      | 0      |
| 1991    | Peugeot Talbot Sport    | Peugeot 309 GTI           | MON     | SWE    | POR     | SAF     | COR     | GRE     | NZL     | ARG     | FIN     | AUS     | SRM     | CDM     | ESP     | GBR 16  | -      | 0      |
| 1992    | Richard Burns           | Peugeot 309 GTI           | MON     | SWE    | POR     | SAF     | COR     | GRE     | NZL     | ARG     | FIN     | AUS     | SRM     | CDM     | ESP     | GBR Ret | -      | 0      |
| 1993    | Subaru World Rally Team | Subaru Legacy RS          | MON     | SWE    | POR     | SAF     | COR     | GRE     | ARG     | NZL     | FIN     | AUS     | SRM     | ESP     | GBR 7   |         | 43.º   | 4      |
| 1994    | SMSG / N. Koseki        | Subaru Impreza WRX        | MON     | POR    | KEN 5   | COR     | GRE     | ARG     |         |         |         |         |         |         |         |         | 20.º   | 8      |
| 1994    | Subaru World Rally Team | Subaru Impreza 555        |         |        |         |         |         |         | NZL Ret | FIN     | SRM     | GBR Ret |         |         |         |         | 20.º   | 8      |
| 1995    | Subaru World Rally Team | Subaru Impreza 555        | MON     | SWE    | POR 7   | COR     | NZL Ret | AUS     | ESP     | GBR 3   |         |         |         |         |         |         | 9.º    | 16     |
| 1996    | Mitsubishi Ralliart     | Mitsubishi Lancer Evo III | SWE     | SAF    | INA Ret | GRE     | ARG 4   | FIN     | AUS 5   | SRM     | ESP Ret |         |         |         |         |         | 9.º    | 18     |
| 1997    | Mitsubishi Ralliart     | Mitsubishi Lancer Evo IV  | MON     | SWE    | KEN 2   | POR Ret | ESP     | COR     | ARG Ret | GRE 4   | NZL 4   | FIN     | INA 4   | SRM     | AUS 4   | GBR 4   | 7.º    | 21     |
| 1998    | Mitsubishi Ralliart     | Mitsubishi Lancer Evo IV  | MON 5   | SWE 15 | KEN 1   | POR 4   |         |         |         |         |         |         |         |         |         |         | 6.º    | 33     |
| 1998    | Mitsubishi Ralliart     | Mitsubishi Lancer Evo V   |         |        |         |         | ESP 4   | FRA Ret | ARG 4   | GRE Ret | NZL 9   | FIN 5   | ITA 7   | AUS Ret | GBR 1   |         | 6.º    | 33     |
| 1999    | Subaru World Rally Team | Subaru Impreza WRC99      | MON 8   | SWE 5  | KEN Ret | POR 4   | ESP 5   | FRA 7   | ARG 2   | GRE 1   | NZL Ret | FIN 2   | CHN 2   | ITA Ret | AUS 1   | GBR 1   | 2º     | 55     |
| 2000    | Subaru World Rally Team | Subaru Impreza WRC99      | MON Ret | SWE 5  | KEN 1   |         |         |         |         |         |         |         |         |         |         |         | 2º     | 60     |
| 2000    | Subaru World Rally Team | Subaru Impreza WRC2000    |         |        |         | POR 1   | ESP 2   | ARG 1   | GRE Ret | NZL Ret | FIN Ret | CYP 4   | FRA 4   | ITA Ret | AUS 2   | GBR 1   | 2º     | 60     |
| 2001    | Subaru World Rally Team | Subaru Impreza WRC2001    | MON Ret | SWE 16 | POR 4   | ESP 7   | ARG 2   | CYP 2   | GRE Ret | KEN Ret | FIN 2   | NZL 1   | ITA Ret | FRA 4   | AUS 2   | GBR 3   | 1º     | 44     |
| 2002    | Peugeot Total           | Peugeot 206 WRC           | MON 8   | SWE 4  | FRA 3   | ESP 2   | CYP 2   | ARG DES | GRE Ret | KEN Ret | FIN 2   | GER 2   | ITA 4   | NZL Ret | AUS Ret | GBR Ret | 5.º    | 34     |
| 2003    | Marlboro Peugeot Total  | Peugeot 206 WRC           | MON 5   | SWE 3  | TUR 2   | NZL 2   | ARG 3   | GRE 4   | CYP Ret | GER 3   | FIN 3   | AUS 3   | ITA 7   | FRA 8   | ESP Ret | GBR     | 4.º    | 58     |
| Fuentes |                         |                           |         |        |         |         |         |         |         |         |         |         |         |         |         |         |        |        |

| Predecesor: Marcus Grönholm | Campeón Mundial de Rally 2001 | Sucesor: Marcus Grönholm |